# Јосип Броз Тито на филму
Лик Јосипа Броза Тита, доживотног председника СФР Југославије и Савеза комуниста Југославије и Врховног команданта НОВ и ПОЈ у Другом светском рату, био је честа тема у филмовима и телевизијским серијама бивше Југославије, као и филмовима и серијама њених бивших република, а данас самосталних држава — Босне и Херцеговине, Македоније, Словеније, Србије, Хрватске и Црне Горе. Иако честа тема, посебно у партизанским филмовима, његов лик се ретко појављивао у филмским и телевизијским остварењима. За најпознатије тумачење Тита на филму сматра се улога Ричарда Бартона у филму Сутјеска, док се за најуспешније тумачење Тита сматрају улоге Марка Тодоровића у неколико филмова и ТВ серија.
Прво појављивање лика Јосипа Броза Тита на филму било је у првом послератном филму У планинама Југославије, снимљеном 1946. у југословенско-совјетској продукцији. Улогу Тита у филму тумачио је совјетски глумац Иван Берсењев. Овај филм веома кратко се приказивао, јер је након доношења Резолуције Информбироа и почетка политичког сукоба између Југославије и Совјетског Савеза, повучен и бункерисан. Друго Титово појављивање на филму било је 1947. у филму Живјеће овај народ, где га је играо југословенски глумац Вјекослав Афрић. Након ова два филма, Титов лик се дуго година није појављивао на филму. Иако се очекивало, његов лик није се појавио у филму Битка на Неретви из 1969, а редитељ Вељко Булајић је уместо њега у филм убацио његову писмену наредбу о нападу на Прозор. После дуже паузе, тумачење Титовог лика поверено је холивудском глумцу Ричарду Бартону у најскупљем југословенском филму Сутјеска из 1973. године. Иако је Бартон био један од тада најпознатијих светских глумаца, његова улога била је на удару критика и многи је сматрају најгором. Постоје тврдње да је лично Тито одабрао Бартона за ову улогу.
Године 1974. приликом снимања филма и ТВ серије Ужичка република редитељ Жика Митровић ангажовао је глумца Марка Тодоровића да тумачи лик Јосипа Броза Тита. Тодоровић у овом пројекту није имао класичну улогу са дијалогом, већ се појавио у неколико секвенци, које су замишљене као документарни прилози. Због велике сличности Тодоровића и Тита, остварена улога је наишла на веома позитивне критике. Након ове улоге, Тодоровић је Тита играо у неколико мини ТВ серија са тематиком из Народноослободилачког рата, које је током 1980-их снимао редитељ Сава Мрмак, због чега се сматра најуспешнијим глумцем који је тумачио Тита на филму.

## Списак
| играни филмови       | играни филмови                    | играни филмови    | играни филмови    | играни филмови |
| година               | филм                              | глумац            | редитељ           | реф.           |
| -------------------- | --------------------------------- | ----------------- | ----------------- | -------------- |
| 1946.                | У планинама Југославије           | Иван Берсењев     | Абрам Рум         | [ 4 ]          |
| 1973.                | Сутјеска                          | Ричард Бартон     | Стипе Делић       | [ 5 ]          |
| 1974.                | Ужичка република                  | Марко Тодоровић   | Жика Митровић     | [ 6 ]          |
| 1983.                | Игмански марш                     | Лазар Ристовски   | Здравко Шотра     | [ 7 ]          |
| 1992.                | Тито и ја                         | Воја Брајовић     | Горан Марковић    | [ 8 ]          |
| 2013.                | Фалсификатор                      | Радко Полич       | Горан Марковић    | [ 9 ]          |
| 2015.                | Бићемо прваци света               | Лазар Ристовски   | Дарко Бајић       | [ 10 ]         |
| 2015.                | Хиљадарка                         | Никола Којо       | Ненад Ђурић       | [ 11 ]         |
| 2015.                | Народни херој Љиљан Видић         | Драган Деспот     | Иван Горан Витез  | [ 12 ]         |
| телевизијски филмови |                                   |                   |                   |                |
| 1978.                | Бомбашки процес                   | Раде Шербеџија    | Бранко Иванда     | [ 13 ]         |
| 1983.                | Лицем у лице у Напуљу             | Миша Јанкетић     | Дејан Ћорковић    | [ 14 ]         |
| 1987.                | Погрешна процена                  | Златко Витез      | Мика Алексић      | [ 15 ]         |
| 2003.                | Живот је марш                     | Предраг Ејдус     | Мишко Милојевић   |                |
| 2011.                | Жућко — Прича о Радивоју Кораћу   | Воја Брајовић     | Гордан Матић      | [ 16 ]         |
| телевизијске серије  |                                   |                   |                   |                |
| 1983.                | Дани АВНОЈ-а                      | Марко Тодоровић   | Сава Мрмак        | [ 17 ]         |
| 1985.                | Одлазак ратника, повратак маршала | Марко Тодоровић   | Сава Мрмак        | [ 18 ]         |
| 1986.                | Мисија мајора Атертона            | Марко Тодоровић   | Сава Мрмак        | [ 19 ]         |
| 1988.                | Четрдесет осма — Завера и издаја  | Марко Тодоровић   | Сава Мрмак        | [ 20 ]         |
| 2010.                | Тито                              | Борис Свртан      | Антун Врдољак     | [ 21 ]         |
| 2012.                | Југословенске тајне службе        | Борис Свртан      | Миљенко Мањкас    |                |
| 2013.                | Равна гора                        | Драган Бјелогрлић | Радош Бајић       | [ 22 ]         |
| 2017.                | Сенке над Балканом                | Милош Биковић     | Драган Бјелогрлић | [ 23 ]         |
| 2021.                | Јованка Броз и тајне службе       | Небојша Дугалић   | Недељко Ковачић   |                |
| 2023.                | Друг Марко                        | Драган Вујић      | Недељко Ковачић   |                |
| 2024.                | Нобеловац                         | Игор Самобор      | Тихомир Станић    | [ 24 ]         |